# Пуотила (метростанция)
Метростанция Пуотила(на фински: Puotila; на шведски: Botby gård) е подземна станция на източния клон на хелзинкско метро(Итякескус- Вуосаари), в столицата на Финландия. Тя обслужва кварталa на Пуотила и Puotinharju, източно Хелзинки. Тя е построена в близост на няколко жилищни сгради, като се предвижда разширяването на строителствотот в района. През 2009 година в източната част на станцията отвори търговси център. В него са разположени и спортно игрище, начално и средно училище.
Метростанцията е открита на 31 август 1998, което я прави една от новите станции в Хелзинки. Тя е проектирана от архитектурно бюро "Kaupunkisuunnittelu Oy Jarmo Maunula". Намира се на 1.0 километра от Итякескус и на 2.0 км от Rastila

## Транспорт
На метростанцията може да се направи връзка с:
- автобуси с номера: 93, 93K, 95, 95N, 97, 97N, 97V, 830, 835, 840, 850, 870

Метростанцията разполага с паркинг за 144 автомобила.
- Перонът на метростанция „Пуотила“
- Входът на метростанция „Пуотила“
- Перонът на метростанция „Пуотила“

|  | Тази страница частично или изцяло представлява превод на страницата Puotila metro station в Уикипедия на английски. Оригиналният текст, както и този превод, са защитени от Лиценза „Криейтив Комънс – Признание – Споделяне на споделеното“, а за съдържание, създадено преди юни 2009 година – от Лиценза за свободна документация на ГНУ. Прегледайте историята на редакциите на оригиналната страница, както и на преводната страница, за да видите списъка на съавторите. ВАЖНО: Този шаблон се отнася единствено до авторските права върху съдържанието на статията. Добавянето му не отменя изискването да се посочват конкретни източници на твърденията, които да бъдат благонадеждни. |